# Allemagne aux Jeux olympiques d'été de 2004

## Résultats par sport

### Tir à l'arc
Individuel Homme
- Michael Frankenberg - 21e place

Individuel Femme
- Anja Hitzler - 21e place
- Cornelia Pfohl - 22e place
- Wiebke Nulle - 48e place

Par équipe femme
- Anja Hitzler, Wiebke Nulle, et Cornelia Pfohl - 7e place

### Athlétisme

#### Courses
Hommes
- 100 m
  - Alexander Kosenkow - 1er tour : 10 s 28 (éliminé)
- 110 m haies
  - Mike Fenner - 2e tour : 13 s 53 (éliminé)
  - Jerome Crews - 1er tour : 13 s 83 (éliminé)
- 200 m
  - Tobias Unger - Finale, 20 s 64 (7e place)
  - Sebastian Ernst - Demi-finale : 20 s 63 (éliminé)
  - Till Helmke - 2e tour : 20 s 76 (éliminé)
- 400 m
  - Ingo Schultz - Demi-finale : 46 s 23 (éliminé)
- 800 m
  - René Herms - Demi-finale : 1 min 47 s 7 (éliminé)
- 1500 m
  - Wolfram Müller - 1er tour : 3 min 46 s 75 (éliminé)
- 4x100 m
  - Ronny Ostwald, Tobias Unger, Alexander Kosenkow, Till Helmke - 1er tour : 38 s 64 (éliminé)
- 4x400 m
  - Ingo Schultz, Kamghe Gaba, Ruwen Faller et Bastian Swillims - Finale, 3 min 02 s 22 (7e place)
- 20 km marche
  - André Höhne - 1 h 21 min 56 s (8e place)
- 50 km marche
  - André Höhne - DNF
  - Andreas Erm - DQ

Femmes
- 100 m
  - Sina Schielke - 1er tour : 11 s 46 (éliminée)
- 110 m haies
  - Kirsten Bolm - Demi-finale : DNF (éliminée)
  - Juliane Sprenger-Afflerbach - 1er tour : 13 s 28 (éliminée)
  - Nadine Hentschke - 1er tour : 13 s 36 (éliminée)
- 400 m haies
  - Ulrike Urbansky - 1er tour : 55 s 15, Demi-finale : 56 s 44
  - Stephanie Kampf - 1er tour : DNS
- 800 m
  - Claudia Gesell - 1er tour : 2 min 03 s 87
- 5000 m
  - Irina Mikitenko - 1er tour : 15 min 02 s 16, Finale : 15 min 03 s 36 (7e place)
- 10000 m
  - Sabrina Mockenhaupt - 32 min 00 s 85 (15e place)
- 4x100 m
  - Katja Wakan, Birgit Rockmeier, Marion Wagner et Sina Schielke - 1er tour :  43 s 64 (12e place)
- 4x400 m
  - Claudia Hoffmann, Claudia Marx, Jana Neubert et Grit Breuer - 1er tour : 3 min 27 s 75 (10e place)
- Marathon:
  - Luminita Zaituc - 2 h 36 min 45 s (18e place)
  - Ulrike Maisch - DNF
- 20 km marche
  - Melanie Seeger - 1 h 29 min 52 s (5e place)
  - Sabine Zimmer - 1 h 31 min 59 s (16e place)

#### Sauts
Hommes
- Saut en longueur
  - Nils Winter - 1er tour : 7,51 m (éliminé)
- Triple saut
  - Charles Michael Friedek - 1er tour : no mark (éliminé)
- Saut en hauteur
  - Roman Fricke - 1er tour : 2,20 m (éliminé)
- Saut à la perche
  - Danny Ecker - Finale, 5,75 m (5e place)
  - Lars Boergeling - Finale, 5,75 m (6e place)
  - Tim Lobinger - Finale, 5,55 m (11e place)

Femmes
- Saut en longueur
  - Bianca Kappler - 1er tour : 6,69 m, Finale : 6,66 mètres (9e place)
- Saut à la perche
  - Silke Spiegelburg - 1er tour : 4,40 m, Finale : 4,20 mètres (13e place)
  - Caroline Hingst - 1er tour : 4,30 m
  - Floe Kuehnert - 1er tour : 4,15 m

#### Lancers
Hommes
- Poids
  - Ralf Bartels - Finale, 20,26 m (8e place)
  - Peter Sack - 1er tour : 19,09 m (éliminé)
  - Detlef Bock - 1er tour : 18,89 m (éliminé)
- Disque
  - Lars Riedel - Finale, 62,80 m (7e place)
  - Torsten Schmidt - Finale, 61,18 m (9e place)
  - Michael Möllenbeck - 1er tour : 59,79 m (éliminé)
- Marteau
  - Karsten Kobs - Finale, 76,30 m (8e place)
  - Markus Esser - Finale, 72,51 m (11e place)
- Javelot
  - Christian Nicolay - 1er tour : 79,77 m (éliminé)
  - Peter Esenwein - 1er tour : 78,41 m (éliminé)
  - Boris Henry - 1er tour : DNS

Femmes
- Poids
  - Nadine Kleinert - 1er tour : 18,65 m, Finale : 19,55 mètres 
  - Astrid Kumbernuss - 1er tour : 17,89 m
  - Nadine Beckel - 1er tour : 17,11 m
- Disque
  - Franka Dietzsch - 1er tour : 58,12 m
- Javelot
  - Steffi Nerius - 1er tour : 62,14 m, Finale : 65,82 mètres 
  - Christina Obergfoell - 1er tour : 60,41 m
  - Annika Suthe - 1er tour : 58,70 m
- Marteau
  - Betty Heidler - 1er tour : 69,81 m, Finale : 72,73 m (RN) (4e place)
  - Andrea Bunjes - 1er tour : 70,73 m, Finale : 68,40 m (11e place)
  - Susanne Keil - 1er tour : 66,35 m

#### Épreuves combinés
Hommes
- Décathlon:
  - Florian Schoenbeck - 8 077 points (12e place)
  - Stefan Drews - 7 926 points (19e place)
  - Dennis Leyckes - DNF

Femmes
- Heptathlon
  - Sonja Kesselschlager - 6 287 points (6e place)
  - Claudia Tonn - 6 155 points (12e place)
  - Karin Ertl - 6 095 points (17e place)

### Badminton
Hommes
- Simple
  - Björn Joppien - battu en 8e de finale

Femmes
- Simple
  - Juliane Schenk - battue en 16e de finale
  - Xu Huaiwen - battue en 16e de finale

- Double
  - Nicole Grether et Juliane Schenk - battues en 8e de finale

Mixte
- Double
  - Björn Siegemund et Nicol Pitro - battus en 8e de finale

### Boxe
L'Allemagne a envoyé quatre boxeurs aux Jeux olympiques d'été de 2004 à Athènes. La boxe a rapporté deux médailles de bronze.
(51 kg)
- Rustamhodza Rahimov 
  - 16e de finale - Bye
  - 8e de finale - Victoire contre le Colombien Oscar Escandon : 25-15
  - Quart de finale - Victoire contre le namibien Paulus Ambunda : 28-15
  - Demi-finale - Défaite contre le cubain Yuriorkis Gamboa Toledano : 11-20

(57 kg)
- Vitali Tajbert 
  - 16e de finale - Victoire contre l'Argentin Daniel Brizuela : hors score
  - 8e de finale - Victoire contre le Français Khedafi Djelkhir : 40-26
  - Quart de finale - Victoire contre le Vubain Luis Franco Vazquez : 34-26
  - Demi-finale - Défaite contre le Nord-Coréen Song Guk Kim : 24-29

(75 kg)
- Lukas Wilaschek
  - 16e de finale - Victoire contre l'Australien Jamie Pittman : 24-23
  - 8e de finale - Défaite contre l'Ukrainien Oleg Maskin : 24-34

(+ de 91 kg)
- Sebastian Köber
  - 8e de finale - Défaite contre le Kazakh Mukhtarkhan Dildabekov : 18-28

### Canoë-kayak

#### En ligne
Hommes
- C1 500 m:
  - Andreas Dittmer 
    - Séries - 1 min 49 s 146
    - Finale - 1 min 46 s 383

- C1 1000 m:
  - Andreas Dittmer - 
    - Séries - 3 min 52 s 922
    - Finale - 3 min 46 s 721

- C2 500 m
  - Christian Gille et Tomasz Wylenzek 5e place
    - Séries - 1 min 40 s 128
    - Finale - 1 min 40 s 802

- C2 1000 m
  - Christian Gille et Tomasz Wylenzek 
    - Séries - 3 min 30 s 059
    - Finale - 3 min 41 s 802

- K1 500 m
  - Lutz Altepost 6e place
    - Séries - 1 min 38 s 859
    - Demi-finale - 1 min 39 s 643
    - Finale - 1 min 39 s 647

- K1 1000 m
  - Björn Goldschmidt 8e place
    - Séries - 3 min 31 s 310
    - Demi-finale - 3 min 29 s 561
    - Finale - 3 min 34 s 381

- K2 500 m
  - Ronald Rauhe et Tim Wieskötter 
    - Séries - 1 min 28 s 866
    - Finale - 1 min 27 s 040

- K2 1000 m
  - Jan Schäfer et Marco Herszel - 6e place
    - Séries - 3 min 11 s 627
    - Finale - 3 min 20 s 548

- K4 1000 m
  - Andreas Ihle, Mark Zabel, Björn Bach, Stefan Ulm 
    - Séries - 2 min 52 s 678
    - Finale - 2 min 58 s 659

Femmes
- K1 500 m
  - Katrin Wagner 4e place
    - Séries - 1 min 53 s 234
    - Demi-finale - 1 min 52 s 630
    - Finale - 1 min 52 s 557

- K2 500 m
  - Birgit Fischer et Carolin Leonhardt 
    - Séries - 1 min 39 s 588
    - Finale - 1 min 39 s 533

- K4 500 m
  - Birgit Fischer, Maike Nollen, Katrin Wagner, Carolin Leonhardt 
    - Séries - 1 min 31 s 606
    - Finale - 1 min 34 s 340

#### Slalom
Hommes
- C1
  - Stefan Pfannmöller 
    - Séries
    - Run 1 – 104 s 34
    - Run 2 – 101 s 54
    - Total séries – 205 s 88
    - Demi-finale – 96 s 99
    - Finale – 94 s 57
    - Total final – 191 s 56

- C2
  - Marcus Becker et Stefan Henze 
    - Séries
    - Run 1 – 108 s 35
    - Run 2 – 107 s 21
    - Total séries – 215 s 56
    - Demi-finale – 106 s 32
    - Finale – 104 s 66
    - Total final – 210 s 98

- - Christian Bahmann et Michael Senft - 4e place
    - Séries
    - Run 1 – 116 s 01
    - Run 2 – 114 s 58
    - Total séries – 230 s 59
    - Demi-finale – 107 s 01
    - Finale – 106 s 44
    - Total final – 213 s 45

- K1
  - Thomas Schmidt - 5e place
    - Séries
    - Run 1 – 93 s 28
    - Run 2 – 97 s 36
    - Total séries – 190 s 64
    - Demi-finale – 95 s 11
    - Finale – 97 s 82
    - Total final – 192 s 93

- - Jens Ewald - 25e place
    - Séries
    - Run 1 – 150 s 69
    - Run 2 – 99 s 40
    - Total séries – 250 s 09
    - Total final - Pas qualifié pour les demi-finales

Femmes
- K1
  - Jennifer Bongardt - 9e place
    - Séries
    - Run 1 – 102 s 96
    - Run 2 – 109 s 24
    - Total séries – 212 s 20
    - Demi-finale – 107 s 36
    - Finale – 130 s 30
    - Total – 237 s 66

- - Mandy Planert - 14e place
    - Séries
    - Run 1 – 114 s 90
    - Run 2 – 110 s 87
    - Total séries – 225 s 77
    - Demi-finale – 122 s 61
    - Finale - Pas qualifiée
    - Total final - DNF

### Cyclisme

#### Cyclisme sur route
Course en ligne hommes
- Erik Zabel - 4e place, 5 h 41 min 56 s
- Jan Ullrich - 19e place, 5 h 41 min 56 s
- Jens Voigt - 64e place, 5 h 50 min 35 s
- Andreas Klöden - n'a pas fini la course
- Michael Rich - n'a pas fini la course

Course en ligne femmes
- Judith Arndt - 2e place  3 min 24 s 31
- Trixi Worrack - 25e place, 3 min 25 s 42
- Angela Brodtka - n'a pas fini la course

Contre-la-montre hommes
- Michael Rich - 5e place, 58 min 09 s 46
- Jan Ullrich - 7e place, 59 min 02 s 04

Contre-la-montre femmes
- Judith Arndt - 11e place, 32 min 46 s 94
- Trixi Worrack - 15e place, 33 min 05 s 72

### Cyclisme sur piste
Poursuite individuelle hommes
- Robert Bartko - 1er tour : 8e place
- Christian Lademann - Tour qualificatif : 11e place

Poursuite par équipe hommes
- Robert Bartko, Guido Fulst, Christian Lademann, et Leif Lampater - 4e place

Sprint individuel hommes
- René Wolff -
- Stefan Nimke - 1/16 de finale repêchage

Sprint individuel femmes
- Katrin Meinke - 6e place

Sprint par équipe hommes
- Jens Fiedler, Stefan Nimke, et René Wolff -

Contre-la-montre femmes
- Katrin Meinke - 11e place : 35,088 s

Contre-la-montre femmes
- Stefan Nimke -  1 min 01 s 186
- Carsten Bergemann - 8e place, 1 min 02 s 551

Course aux points hommes
- Guido Fulst -  79 points

Course aux points femmes
- Katrin Meinke - 8e place, 5 points

Keirin hommes
- René Wolff - finale : 5e place
- Jens Fiedler - classement 7-12, 8e place

Américaine hommes
- Robert Bartko et Guido Fulst - 4e place, 9 points

#### VTT
Cross country hommes
- Manuel Fumic - 8e place, 2 min 20 s 29
- Carsten Bresser - 20e place, 2 min 25 s 09
- Lado Fumic - n'a pas fini la course

Cross country femmes
- Sabine Spitz -  1 min 59 s 21
- Ivonne Kraft - 7e place, 2 min 05 s 18

### Plongeon
Hommes
- 3 m
  - Andreas Wels - Tour préliminaire: 378,93 (23e place)
  - Tobias Schellenberg - Tour préliminaire: 371,85 (27e place)

- 10 m
  - Heiko Meyer - finale : 7e place
  - Tony Adam - Demi-finale : 18e place

- 3 m synchronisé
  - Tobias Schellenberg et Andreas Wels -  350,01 points

Femmes
- 3 m
  - Ditte Kotzian - Tour préliminaire : 299,50, Demi-finale : 221,20, Finale : 288,42 (11e place)
  - Heike Fischer - Tour préliminaire : 199,71 (31e place)

- 10 m
- Annett Gamm - Demi-finale : 14e place
- Christin Steuer - Tour préliminaire : 28e place

- 3 m synchronisé
  - Ditte Kotzian et Conny Schmalfuss - 6e place, 279,69 points

- 10 m synchronisé
  - Annett Gamm et Nora Subschinski - 6e place, 303,30 points

### Équitation
- Dressage individuel
  - Ulla Salzgeber avec Rusty - finale, 
  - Hubertus Schmidt avec Wansuela Suerte - finale, 5e place
  - Martin Schaudt avec Weltall - finale, 15e place
  - Heike Kemmer avec Bonaparte - 1er tour, 26e place

- Dressage par équipe
  - Salzgeber, Schmidt, Schaudt et Kemmer -  74,563%

- Concours complet individuel
- Hinrich Romeike avec Marius - finale, 5e place
- Bettina Hoy avec Ringwood Cockatoo - finale, 9e place
- Andreas Dibowski avec Little Lemon - finale, 14e place
- Frank Ostholt avec Air Jordan - 3e tour, 26e place
- Ingrid Klimke avec Sleep Late - n'a pas fini

- Concours complet par équipe
- Romeike, Hoy, Dibowski, Ostholt et Klimke - 4e place, 147,8 pénalités

Sauts d'obstacles individuel
- Marco Kutscher avec Montender - finale tour B,
- Otto Becker avec Cento - finale tour B, 17e place
- Christian Ahlmann avec Coster - qualification, 45e place
- Ludger Beerbaum avec Goldfever 3 - disqualifié le 2 décembre 2004 après avoir fini 16e

Sauts d'obstacles par équipe
- Kutscher, Becker et Ahlmann - finale,

### Escrime
Hommes
- Épée individuel
  - Daniel Strigel - battu en quart de finale
  - Sven Schmid - battu en 8e de finale
  - Jörg Fiedler - battu en 16e de finale
- Fleuret individuel
  - Peter Joppich - defeated in quarterfinals
  - Ralf Bissdorf - battu en 16e de finale
  - Andre Wessels - battu en 16e de finale
- Épée par équipe
  - Sven Schmid, Joerg Fiedler et Daniel Strigel -
- Fleuret par équipe
  - Andre Wessels, Peter Joppich et Simon Senft - 6e place

Femmes
- Épée individuel
  - Imke Duplitzer - battue en quart de finale
  - Claudia Bokel - battue en 8e de finale
  - Britta Heidemann - battue en 8e de finale
- Fleuret individuel
  - Simone Bauer - battue en 8e de finale
- Sabre individuel
  - Susanne Koenig - battue en 16e de finale
- Épée par équipe
  - Imke Duplitzer, Britta Heidemann et Claudia Bokel -

### Football
Femmes 
- Tour préliminaire : 2 victoires
- Quart de finale : victoire contre le Nigeria 2-1
- Demi-finale : défaite contre les États-Unis 1-2
- Match la médaille de bronze : victoire contre la Suède 1-0

### Gymnastique

#### Gymnastisque artistique
Hommes
- 8e place par équipe
- Fabian Hambuechen - qualifié dans deux exercices
  - Barres horizontales - 7e place
  - Concours individuel - 23e place
- Sergei Pfeifer - qualifié dans un exercice
  - Concours individuel - 21e place
- Thomas Andergassen - qualifié dans aucun exercice
- Matthias Fahrig - qualifié dans aucun exercice
- Robert Juckel - qualifié dans aucun exercice
- Sven Kwiatkowski - qualifié dans aucun exercice

Femmes
- Lisa Brueggemann - qualifié dans aucun exercice
- Yvonne Musik - qualifié dans aucun exercice

#### Gymnastisque rythmique
Femmes
- Individuel
  - Lisa Ingildeeva - 19e place

#### Trampoline
Hommes
- Henrik Stehlik -

Femmes
- Anna Dogonadze -

#### Handball
Hommes 
- Tour préliminaire : 3 victoires-0-2 défaites
- Quart de finale : victoire contre l'Espagne 32-30
- Demi-finale : victoire contre la Russie 21-15
- Finale : défaite contre la Croatie 26-25

#### Hockey sur gazon
Hommes 
- - Tour préliminaire : 3 victoires-2 matchs nul-0
  - Demi-finale : défaite contre les Pays-Bas 3-2
  - Match pour la médaille de bronze: victoire contre l'Espagne 4-3

Effectif
- Gardiens :
  - Clemens Arnold (Dürkheimer HC)
  - Christian Schulte (Crefelder HTC)
- Défenseurs :
  - Timo Weß (HTC Uhlenhorst Mülheim)
  - Florian Kunz (Gladbacher HTC)
  - Philipp Crone (RW München)
  - Björn Emmerling (HTC Stuttgarter Kickers)
  - Eike Duckwitz (Uhlenhorster HC Hamburg)
- Milieux :
  - Tibor Weißenborn (Berliner HC)
  - Christoph Eimer (Münchner SC)
  - Sebastian Biederlack (Club an der Alster Hamburg)
  - Justus Scharowsky (Münchner SC)
- Attaquants :
  - Christopher Zeller (Münchner SC)
  - Matthias Witthaus (Crefelder HTC)
  - Christoph Bechmann (Club an der Alster Hamburg)
  - Björn Michel (Münchner SC)
  - Sascha Reinelt (HTC Stuttgarter Kickers)

Femmes 
- - Tour préliminaire : 2 victoires-0-2 défaites
  - Demi-finale : victoire contre la Chine 4-3
  - Finale : victoire contre les Pays-Bas 2-1

Effectif
- Gardiens :
  - Louisa Walter (Berliner HC)
  - Julia Zwehl (Eintracht Braunschweig)
- Défenseurs :
  - Marion Rodewald (RW Köln)
  - Mandy Haase (RK Rüsselsheim)
  - Tina Bachmann (Club Raffelberg Duisburg)
  - Badri Latif (Berliner HC)
  - Denise Klecker (RK Rüsselsheim)
- Milieux :
  - Fanny Rinne (TSV Mannheim)
  - Franziska Gude (RW Köln)
  - Anke Kühn (Eintracht Braunschweig)
  - Caroline Casaretto (Münchner SC)
- Attaquants :
  - Nadine Ernsting-Krienke (Eintracht Braunschweig)
  - Heike Lätzsch (RW Köln)
  - Natascha Keller (Berliner HC)
  - Silke Müller (RK Rüsselsheim)
  - Sonja Lehmann (TuS Lichterfelde Berlin)

#### Judo
Hommes
- 60 kg
  - Oliver Gussenberg - battu en 8e de finale et en quart de finale des repêchages

- 81 kg
  - Florian Wanner - battu en quart de finale et en quart de finale des repêchages

- 90 kg
  - Gerhard Dempf - battu en 16e de finale

- 100 kg
  - Michael Jurack - vainqueur de la finale des repêchages

- +100 kg
  - Andreas Toelzer - battu en 16e de finale et en quart de finale des repêchages

Femmes
- 48 kg
  - Julia Matijass - vainqueur de la finale des repêchages

- 52 kg
  - Raffaella Imbriani - battue en quart de finale ; battue en 8e de finale de repêchage

- 57 kg
  - Yvonne Boenisch -

- 63 kg
  - Anna von Harnier - battue en 16e de finale

- 70 kg
  - Annett Boehm - vainqueur de la finale des repêchages

- 78 kg
  - Uta Kuehnen - battue en 8e de finale

- +78 kg
- Sandra Koppen - battue en 8e de finale

### Pentathlon moderne
Hommes :
- Eric Walther - 7e
- Steffen Gebhardt - 17e

Femmes :
- Kim Raisner - 5e

### Tennis
Simples hommes
- Nicolas Kiefer
  - Premier tour : Nicolas Kiefer - Vladimir Voltchkov, 6:2, 6:4
  - Deuxième tour : Nicolas Kiefer - Márcos Baghdatís, 6:2, 3:6, 6:3
  - troisième tour : Mikhail Youzhny - Nicolas Kiefer, 6:2, 3:6, 6:2
- Tommy Haas
  - Premier tour : Tommy Haas - Mario Ančić, 6:1, 7:5
  - Deuxième tour : Andy Roddick - Tommy Haas, 4:6, 6:3, 9:7
- Florian Mayer
  - Premier tour : Tomáš Berdych - Florian Mayer, 6:3, 7:5
- Rainer Schüttler
  - Premier tour : Igor Andreev - Rainer Schüttler, 6:7, 7:6, 6:3

doubles hommes
- Nicolas Kiefer and Rainer Schüttler: silver medal
  - Premier tour : Kiefer/Schuettler - Hanescu/Pavel, 7:5, 7:6
  - Deuxième tour : Kiefer/Schuettler - Arthurs/Woodbridge, 7:6, 6:3
  - quart de finale : Kiefer/Schuettler - Erlich/Ram, 2:6, 6:2, 6:2
  - Demi-finale : Kiefer/Schuettler - Bhupathi/Paes, 6:2, 6:3
  - Finale : Gonzalez/Massu - Kiefer/Schuettler, 6:2, 4:6, 3:6, 7:6, 6:4

### Triathlon
Femmes :
- Anja Dittmer - 2 h 07 min 25 s 07 (11e)
- Joelle Franzmann - 2 h 08 min 18 s 33 (16e)

Hommes :
- Andreas Raelert - 1 h 52 min 35 s 62 (6e)
- Maik Petzold - 1 h 54 min 50 s 92 (19e)
- Sebastian Dehmer - 1 h 57 min 02 s 88 (26e)

### Volley-ball

#### Competition masculine
- Andreas Scheuerpflug / Christoph Dieckmann
  - tour préliminaire : 3-0
  - 16e de finale : victoire 2-0 face à Andrew Schacht / Joshua Slack, Australie
  - quart de finale : défaite 2-1 face à Julien Prosser / Mark Williams, Australie
- Markus Dieckmann / Jonas Reckermann
  - tour préliminaire : 2-1
  - 16e de finale : défaite 2-1 face à Daxton Holdren / Stein Metzger, États-Unis

#### Beach-volley féminin
- Okka Rau /Stephanie Pohl
  - tour préliminaire : 2-1
  - 16e de finale : victoire 2-1 face à Vasiliki Arvaniti / Efthalia Koutroumanidou, Grèce
  - quart de finale : défaite 2-0 face à Holly McPeak / Elaine Youngs, États-Unis
- Susanne Lahme / Danja Müsch
  - tour préliminaire : 2-1
  - 16e de finale : défaite 2-1 face à Daniela Gattelli / Lucilla Perrotta, Italie

#### Compétition féminine
- tour préliminaire (Group B)
  - victoire face à Cuba 3-2 (20-25 24-26 25-22 25-15 17-15)
  - défaite face États-Unis 1-3 (22-25 22-25 25-22 25-27)
  - défaite face à la Russie 0-3 (29-31 11-25 18-25)
  - défaite face à la Chine 0-3 (18-25 15-25 16-25)
  - victoire face à la République Dominicaine 3-0 (25-16 25-19 25-21)
- quart de finale
  - Non disputé
- équipe
  - Tanja Hart
  - Kerstin Tzscherlich
  - Julia Schlecht
  - Cornelia Dumler
  - Christina Benecke
  - Christiane Fürst
  - Olessya Kulakova
  - Atika Bouagaa
  - Kathy Radzuweit
  - Angelina Grün
  - Judith Sylvester
  - Birgit Thumm
- Sélectionneur
  - Lee Hee-Wan

### Water-polo
Hommes
5e place
- Tour préliminaire : 3 victoires-1 match nul-1 défaite
- Quart de finale : Défaite contre la Russia : 12-5
- Match de classement 5/6 : Victoire contre l'Espagne : 6-4

## Officiels
- Président : Klaus Steinbach
- Secrétaire général : Bernhard Schwank